# Алан Макларен
Алан Макларен (англ. Alan McLaren; нар. 4 січня 1971, Единбург) — колишній шотландський футболіст, захисник, фланговий півзахисник.
Насамперед відомий виступами за клуби «Хартс» та «Рейнджерс», а також національну збірну Шотландії.
Триразовий чемпіон Шотландії. Володар Кубка Шотландії. Володар Кубка шотландської ліги.

## Клубна кар'єра
У дорослому футболі дебютував у 1987 році виступами за команду клубу «Хартс», в якій провів вісім сезонів, взявши участь у 182 матчах чемпіонату. Більшість часу, проведеного у складі «Хартс», був основним гравцем команди.
У 1995 році перейшов до клубу «Рейнджерс», за який відіграв 3 сезони. Граючи у складі «Рейнджерс» також здебільшого виходив на поле в основному складі команди. За цей час двічі виборював титул чемпіона Шотландії. Завершив професійну кар'єру футболіста виступами за команду «Рейнджерс» у 1998 році.

## Виступи за збірну
У 1992 році дебютував в офіційних матчах у складі національної збірної Шотландії. Протягом кар'єри у національній команді, яка тривала 4 роки, провів у формі головної команди країни 24 матчі.
У складі збірної був учасником чемпіонату Європи 1992 року у Швеції.

## Титули і досягнення
- Чемпіон Шотландії (3):

«Рейнджерс»: 1994–95, 1995–96, 1996–97
- Володар Кубка Шотландії (1):

«Рейнджерс»: 1997
- Володар Кубка шотландської ліги (1):

«Рейнджерс»: 1996